# Венда (язык)
Венда (чивенда) — язык народа венда. Один из официальных языков ЮАР. Распространён на северо-востоке ЮАР, преимущественно на севере провинции Лимпопо, а также на юге Зимбабве (на границе с ЮАР). Общее число говорящих — 1,152 млн человек, из них в ЮАР — 1,022 млн чел. (2001, перепись), в Зимбабве — 130 тыс. чел. Венда был официальным языком бантустана Венда. В настоящее время он является языком большинства жителей района Вхембе в провинции Лимпопо.

## Классификация
Венда — один из языков банту. По классификации М. Гасри (1948, 1967-71), уточнённой в 1978 И. Бастен, относится к зоне S, группе венда (S.20) и имеет индекс S.21.
Наиболее крупные диалекты: пхани, тавхацинди, илафури, мбедзи, манда, гувху, лембету.

## Характеристика
Строй типично бантуский — агглютинативно-синтетический с элементами флективности.
К фонетическим особенностям относится богатый консонантизм, для которого характерно наличие фонем с двойной артикуляцией, среди которых аспирированные лабиоальвеолярные, лабиовелярные, а также лабиопалатальные. Венда, по-видимому, уникален в том, что в нём существует противопоставление губно-губных и губно-зубных согласных во всех классах шумных: губно-губные p, b, fh, vh противопоставлены губно-зубным pf, bv, f, v. Тон имеет смыслоразличительное значение.
Полно представлена система именных (согласовательных) классов (17 классов и 2 подкласса), включающая в том числе оценочные диминутивный и аугментативный классы, а также слабо представленные локативные классы (см. именной класс).
Глагол характеризуется разветвлённой системой аспектно-темпоральных категорий, а также богатой системой деривативных суффиксальных форм, включающей, в частности, аппликатив, каузатив, реверсив, реципрок, интенсив, репетитив.

## Письменность
Письменность (создана в конце XIX века) на латинской графической основе. Буквы C, J и Q используются только в иностранных заимствованиях.
| A a | B b | (C c) | D d   | Ḓ ḓ | E e | F f   |  |
| G g | H h | I i   | (J j) | K k | L l | Ḽ ḽ   |  |
| M m | N n | Ṋ ṋ   | Ṅ ṅ   | O o | P p | (Q q) |  |
| R r | S s | T t   | Ṱ ṱ   | U u | V v | W w   |  |
| X x | Y y | Z z   |       |     |     |       |  |

## Википедия на языке венда
Существует раздел Википедии на языке венда («Википедия на языке венда»), первая правка в нём была сделана в 2004 году. По состоянию на 10:28 (UTC) 20 марта 2025 года раздел содержит 808 статей (общее число страниц — 2371); в нём зарегистрировано 8713 участников, один из них имеет статус администратора; 22 участника совершили какие-либо действия за последние 30 дней; общее число правок за время существования раздела составляет 20 870.